# Vico Magistretti

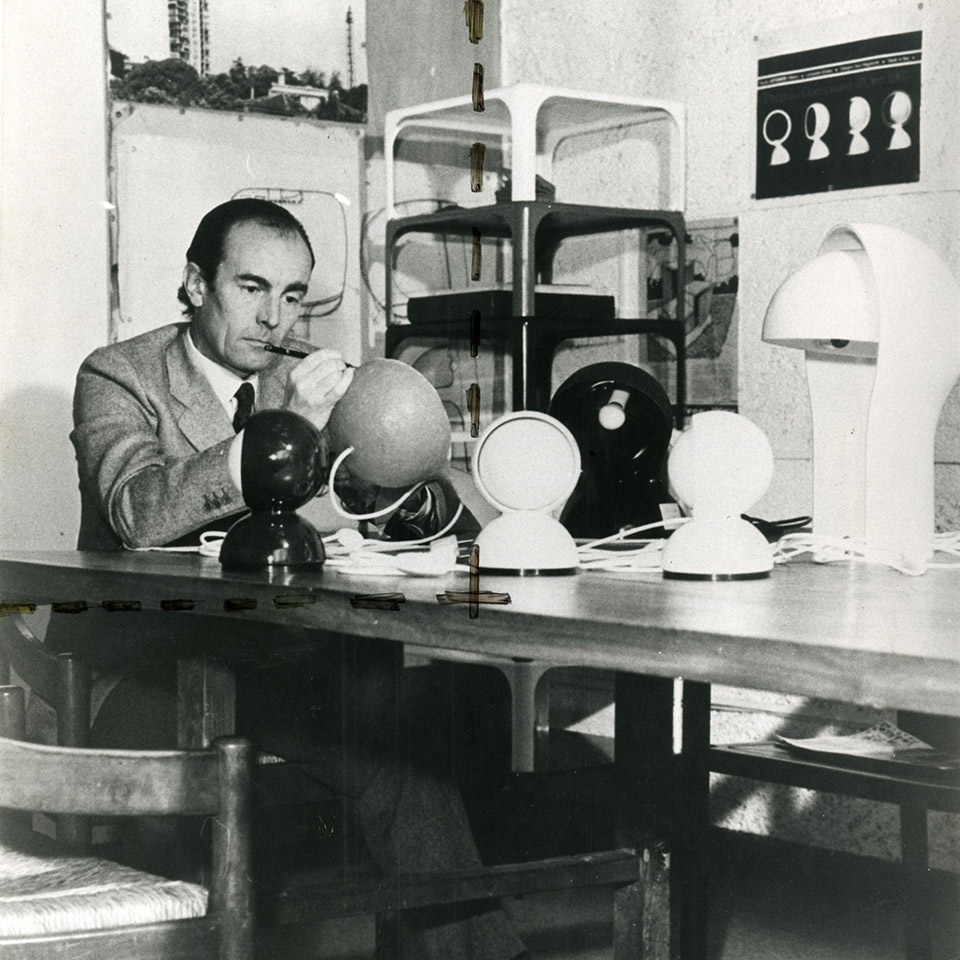
Vico Magistretti com vários protótipos de lâmpadas

Vico Magistretti (6 de outubro de 1920 - 19 de setembro de 2006) foi um designer industrial italiano, conhecido como designer de móveis e arquiteto.  Colaborador do arquiteto humanista Ernesto Nathan Rogers, um dos primeiros projetos de Magistretti foi a "poética" igreja redonda no bairro experimental QT8 de Milão. Mais tarde, ele projetou eletrodomésticos e móveis produzidos em massa para empresas como a Cassina Sp . A., e ganhou vários prêmios, incluindo a Medalha de Ouro da Chartered Society of Industrial Artists &amp; Designers em 1986. 

## Início da vida e educação
Vico Magistretti nasceu em 6 de outubro de 1920 em Milão, Itália. Ele era filho de um arquiteto. Durante a segunda guerra mundial, para evitar ser deportado para a Alemanha, em 8 de setembro de 1943 deixou a Itália durante o serviço militar e mudou-se para a Suíça.  No país lecionou na universidade local e fez cursos na Champ Universitaire Italien em Lausanne .
Enquanto estava na Suíça, ele conheceu Ernesto Nathan Rogers, que acabou sendo seu maestro. De acordo com o The Guardian, "ele logo ficou sob a influência do arquiteto Ernesto Nathan Rogers, cujas ideias humanistas para a reconstrução da Itália do pós-guerra inspiraram toda uma série de intelectuais. Naquela época, Magistretti participou do trabalho no extraordinário bairro experimental na periferia de Milão conhecido como QT8, onde um grupo de arquitetos e planejadores teve total liberdade. Magistretti construiu sua igreja redonda "poética"."
Ele voltou para Milão em 1945, graduando-se na Universidade Politecnico di Milano em 1945.

## Carreira de produção
Após a formatura trabalhou no escritório de seu pai, Pier Giulio, com o arquiteto Paolo Chessa.
Trabalhou inicialmente em desenho urbano em Milão. Na década de 1950, ele se mudou para o campo de móveis e luminárias produzidos em massa. Algumas viraram peças de museu. Entre outras, trabalhou para as seguintes empresas: Artemide, Cassina, De Padova, Flou, Fritz Hansen, Kartell, Schiffini.
De acordo com o The Guardian, "seu primeiro grande sucesso veio com a mundialmente famosa cadeira Carimate produzida pela empresa Cassina. A cadeira foi um sucesso de vendas por anos e misturou a simplicidade rural (a palha do assento) com a sofisticação urbana. Havia as linhas suaves dos suportes e pernas de madeira, a cor, a moldura vermelha brilhante pop art e elementos de design escandinavo."

A sala de estar do Palácio da Alvorada, residência oficial do Presidente do Brasil em Brasília, exibe o design italiano das poltronas e sofás Maralunga, de autoria de Magistretti, adquiridas nos anos de governo de Fernando Henrique Cardoso.

Architecture by Magistretti in Lombardy (photographed by Paolo Monti)
Edifício no corso Europa 22, Milão (1955-1957), detalheEdifício no corso Europa 22, Milão (1955-1957), detalhe
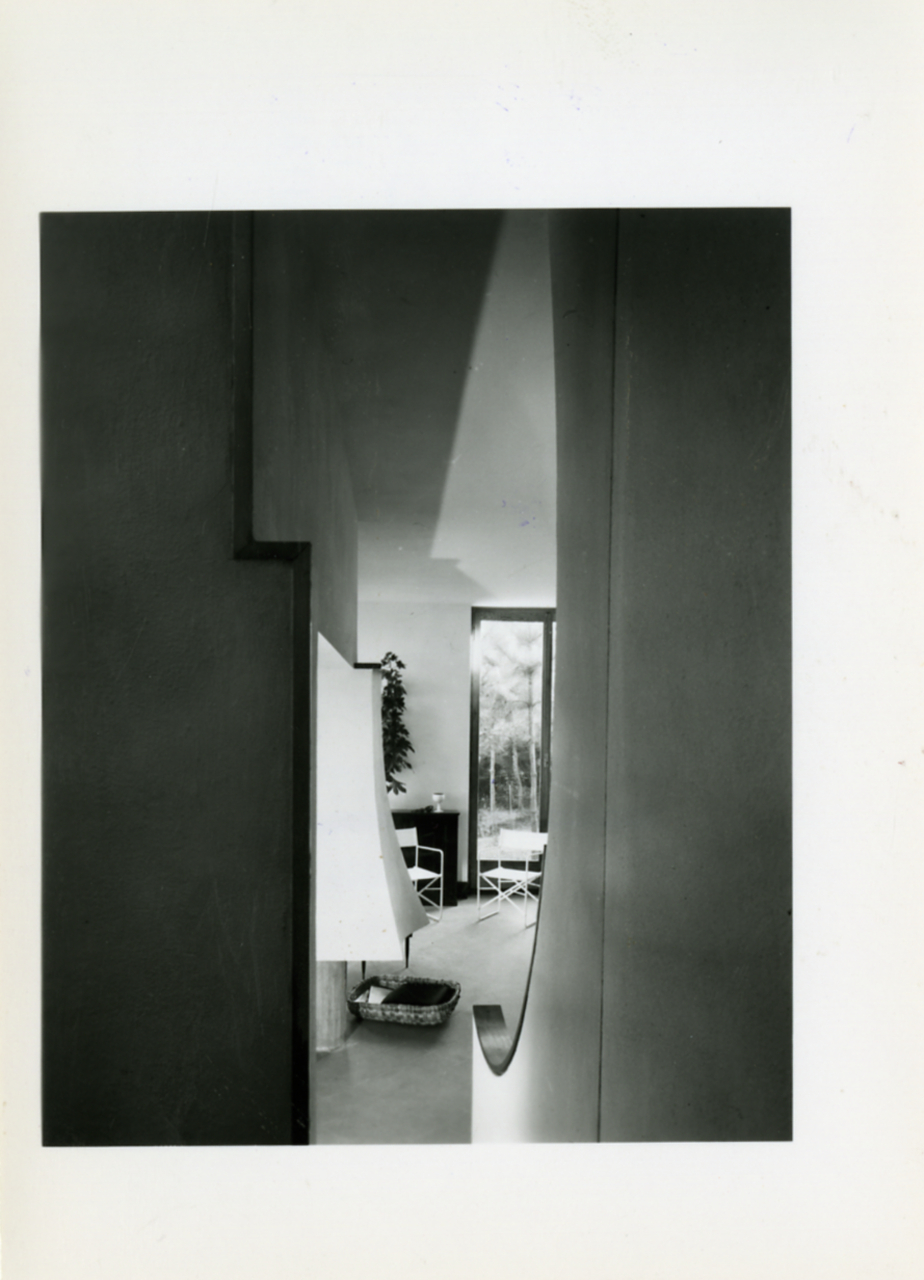
Villa Arosio, Arenzano (1958): interiores
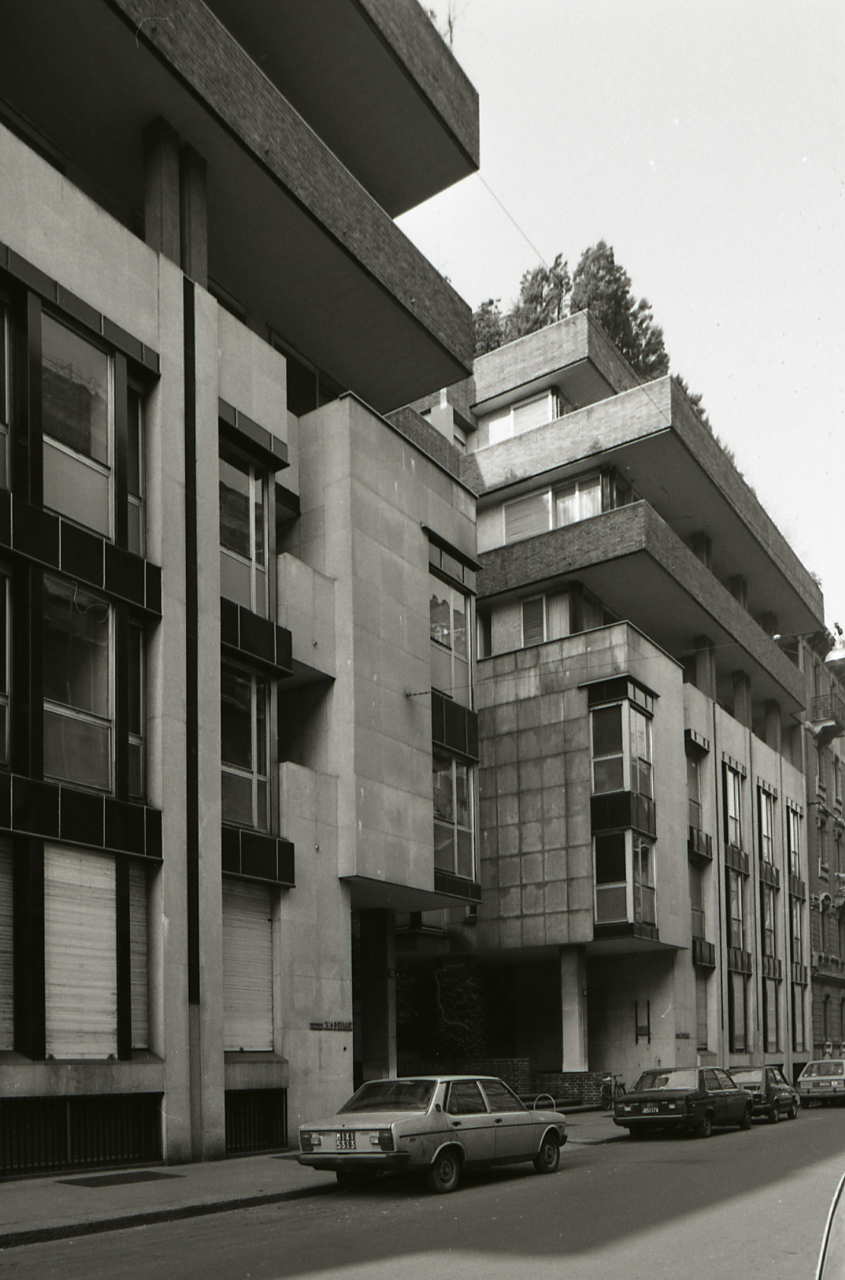
Edifício na via Leopardi, Milão (com Guido Veneziani), 1961
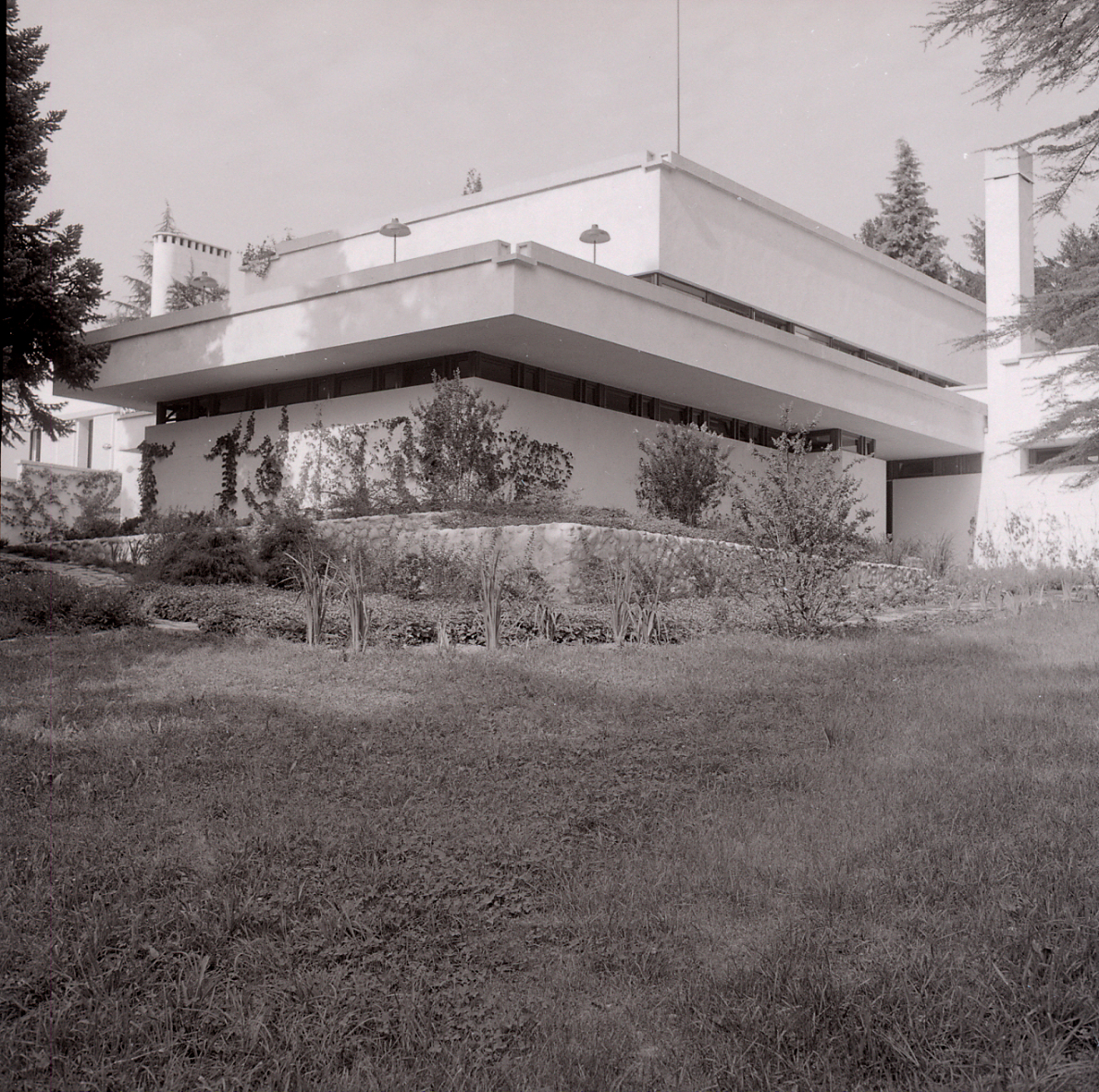
Carimate Golf club (com Guido Veneziani)
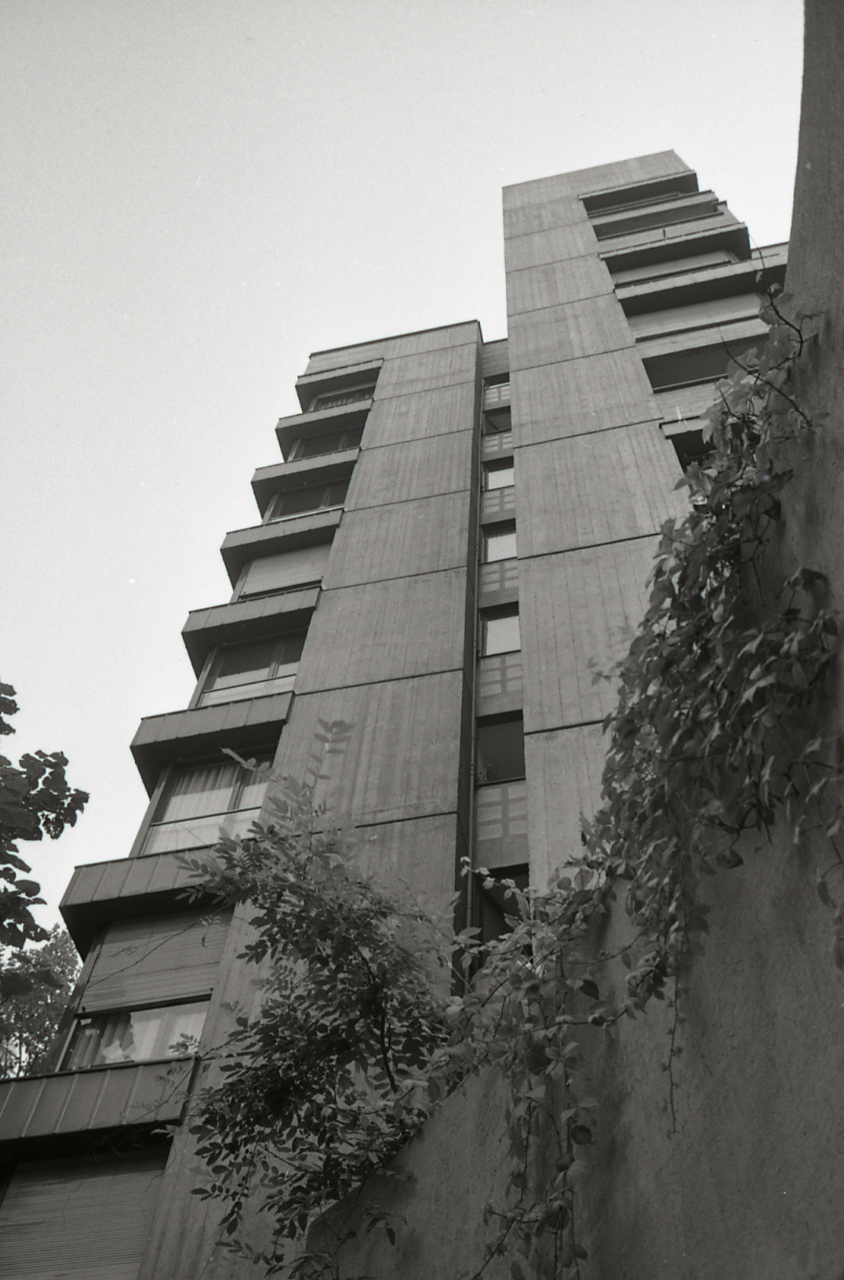
Milão, casa torre na piazzale Aquileia 8, 1964-1965
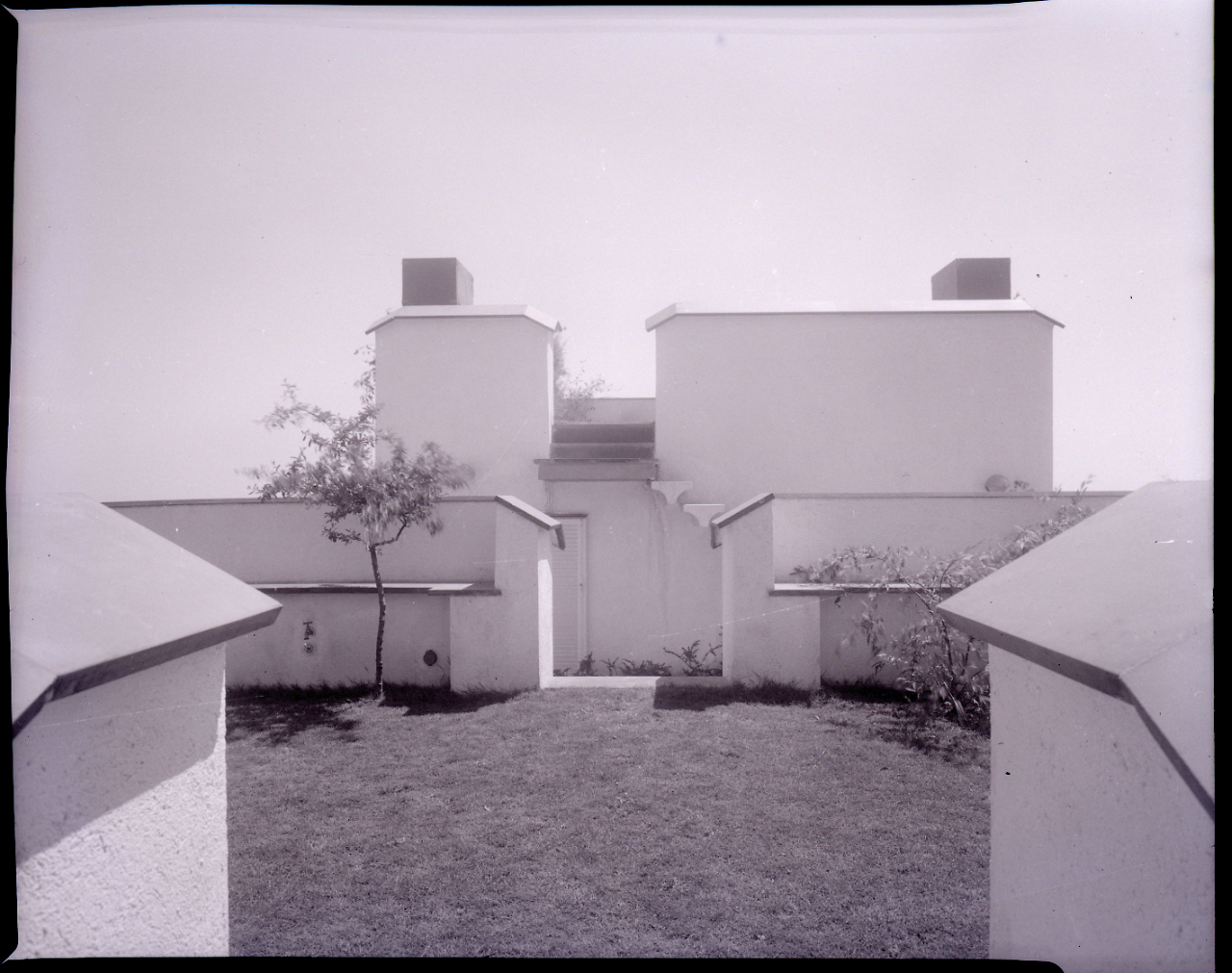
Villa Arosio, Arenzano (1958). Foto de Paolo Monti, 1959
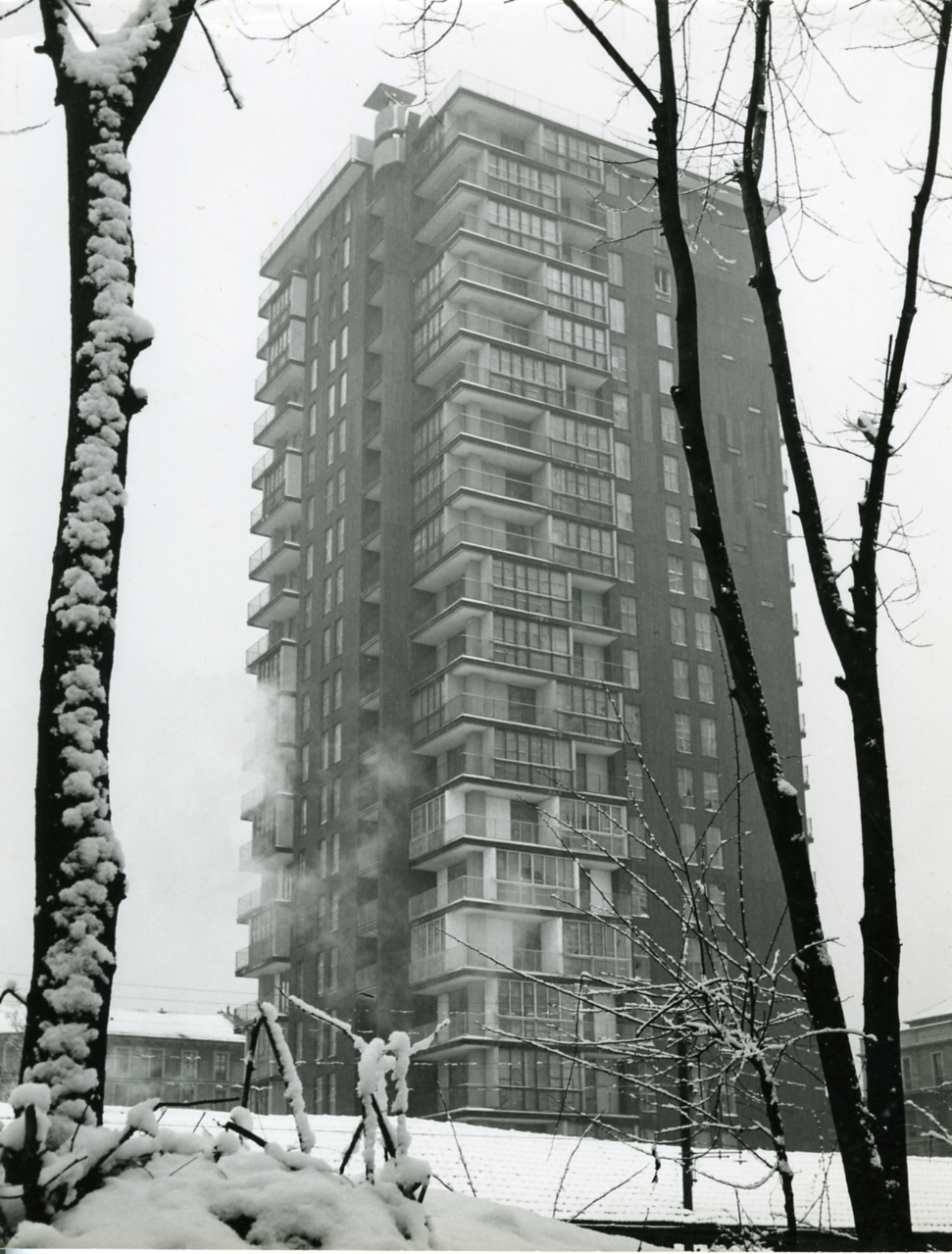
Torre del Parco, Milão (1953-56, com Franco Longoni). Foto de Paolo Monti

### Exposições em museus
As obras de Magistretti foram expostas nos mais importantes museus internacionais da Europa, Estados Unidos e Japão. Alguns também foram incluídos em vários museus de exposições permanentes, como o MoMa .

### Prêmios
Vico Magistretti recebeu vários prêmios, entre os quais: a Medalha de Ouro na Trienal de 1951, o Grand Prix na Trienal de 1954, dois prêmios Compasso d'Oro nos anos de 1967 e 1979, bem como a Medalha de Ouro da Chartered Society of Industrial Artists &amp; Designers em 1986. 
| 1951 | Trienal                                                 | style="background: #ececec; color: grey; vertical-align: middle; text-align: center; " class="table-na"\|\|style="text-align:center;background: #ddffdd;vertical-align: middle; {{{style}}}" class="table-yes2"\| Gold Medal |
| 1954 | Trienal                                                 | style="background: #ececec; color: grey; vertical-align: middle; text-align: center; " class="table-na"\|\|style="text-align:center;background: #ddffdd;vertical-align: middle; {{{style}}}" class="table-yes2"\| Grand Prix |
| 1967 | Compasso d'Oro                                          | style="background: #ececec; color: grey; vertical-align: middle; text-align: center; " class="table-na"\|\|style="text-align:center;background: #ddffdd;vertical-align: middle; {{{style}}}" class="table-yes2"\| Venceu     |
| 1979 | Compasso d'Oro                                          | style="background: #ececec; color: grey; vertical-align: middle; text-align: center; " class="table-na"\|\|style="text-align:center;background: #ddffdd;vertical-align: middle; {{{style}}}" class="table-yes2"\| Venceu     |
| 1986 | Chartered Society of Industrial Artists &amp; Designers | style="background: #ececec; color: grey; vertical-align: middle; text-align: center; " class="table-na"\|\|style="text-align:center;background: #ddffdd;vertical-align: middle; {{{style}}}" class="table-yes2"\| Gold Medal |

### Afiliações e apoio
Lecionou durante 20 anos no Royal College of Arts (RCA) em Londres e foi nomeado Royal Designer for Industry (RDI). Ele também lecionou na Domus Academy em Milão e foi membro honorário da Royal Scottish Incorporation of Architects .

Em entrevista a Jasper Morrison, que já foi seu aluno na RCA, o designer relembrou uma conversa com Magistretti sobre a prática do desenho industrial:
Conhecemo-nos no Linate [aeroporto], estávamos a apanhar o avião para Londres, ele tinha 75 anos, eu 35, e ele disse-me: "Somos as pessoas mais sortudas do mundo por fazer este trabalho". Essa frase ecoou em mim, eu já estava tão decepcionado no começo da minha carreira, mas ele estava aposentado e cheio de entusiasmo.

## Vida pessoal e morte
A esposa de Magistretti, Paola, morreu em 1998. Ele morreu em 19 de setembro de 2006 e deixou seu filho, Stefano, e a filha, Susanna. Seu legado é supervisionado pela Fundação Vico Magistretti.

## Galeria

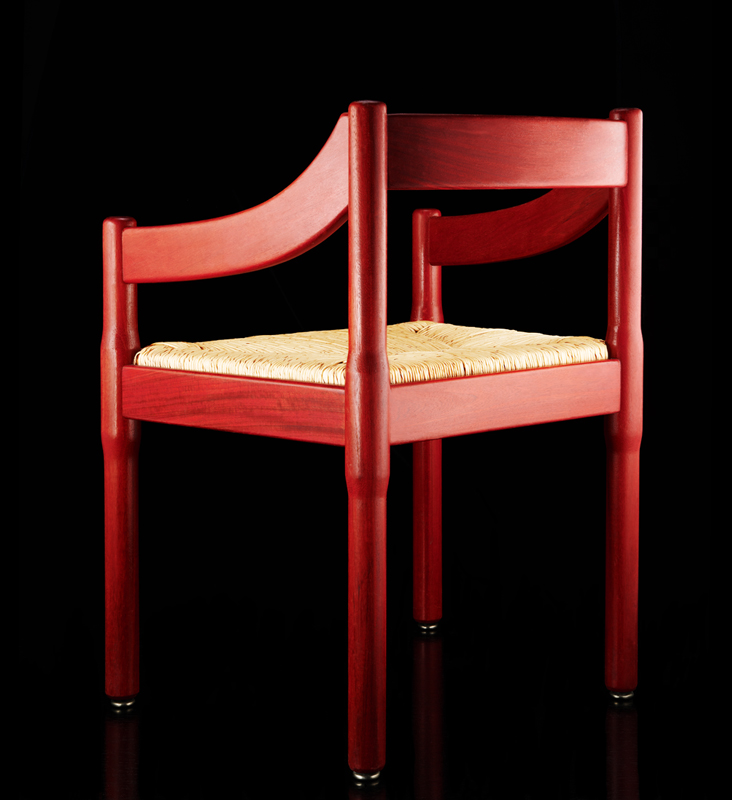
Costas da Cadeira Carimate 1959
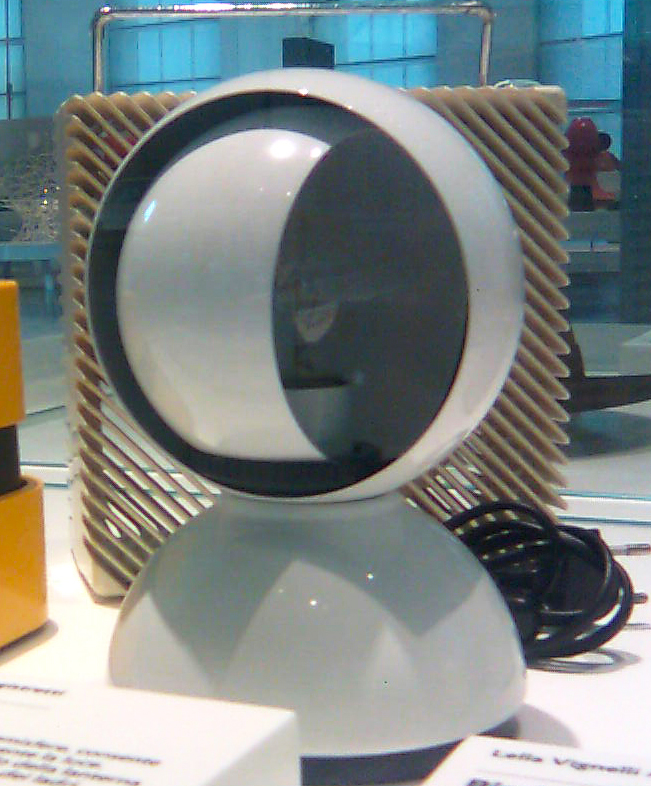
Lâmpada Eclisse 1965
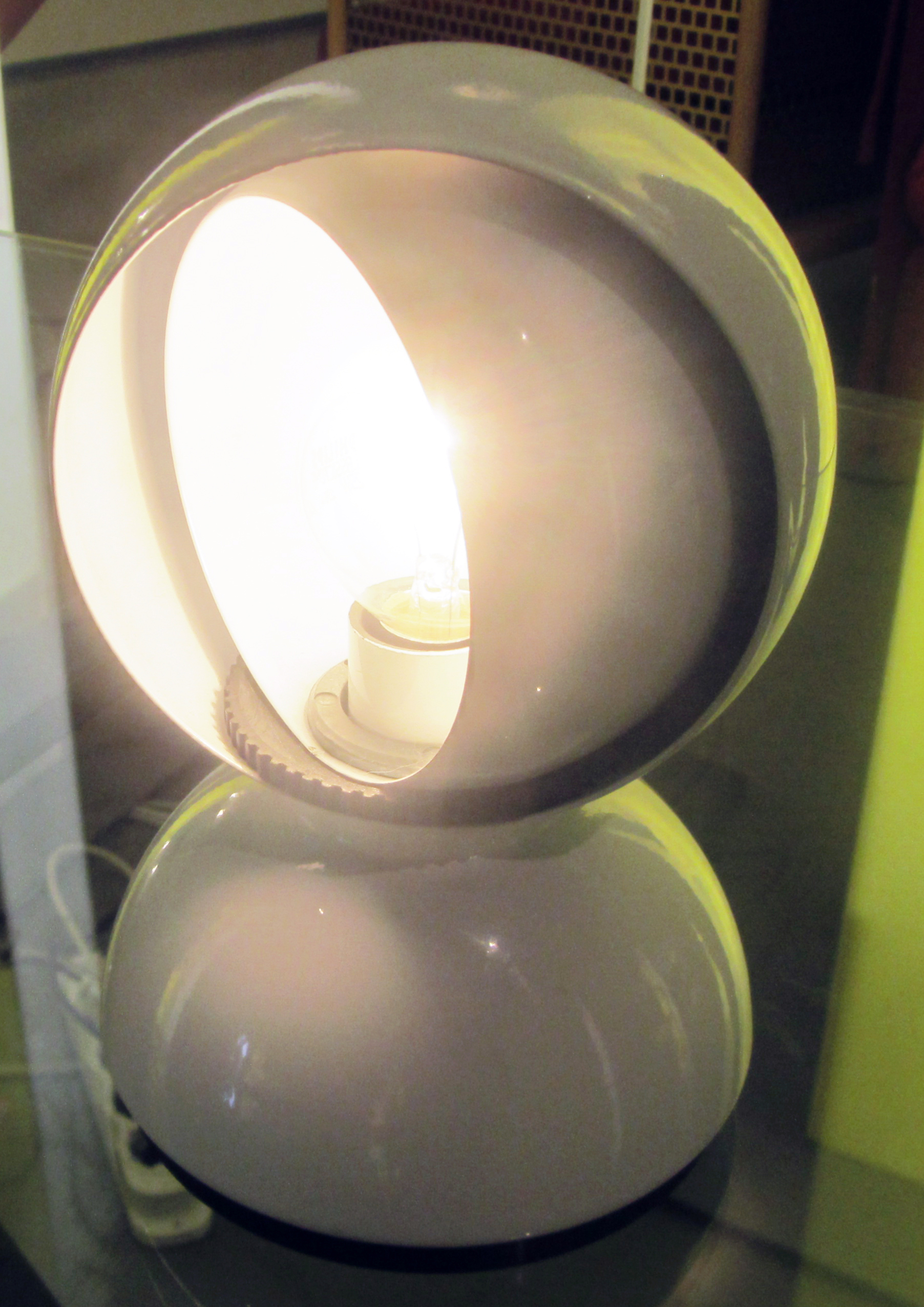
Lâmpada Eclisse 1965
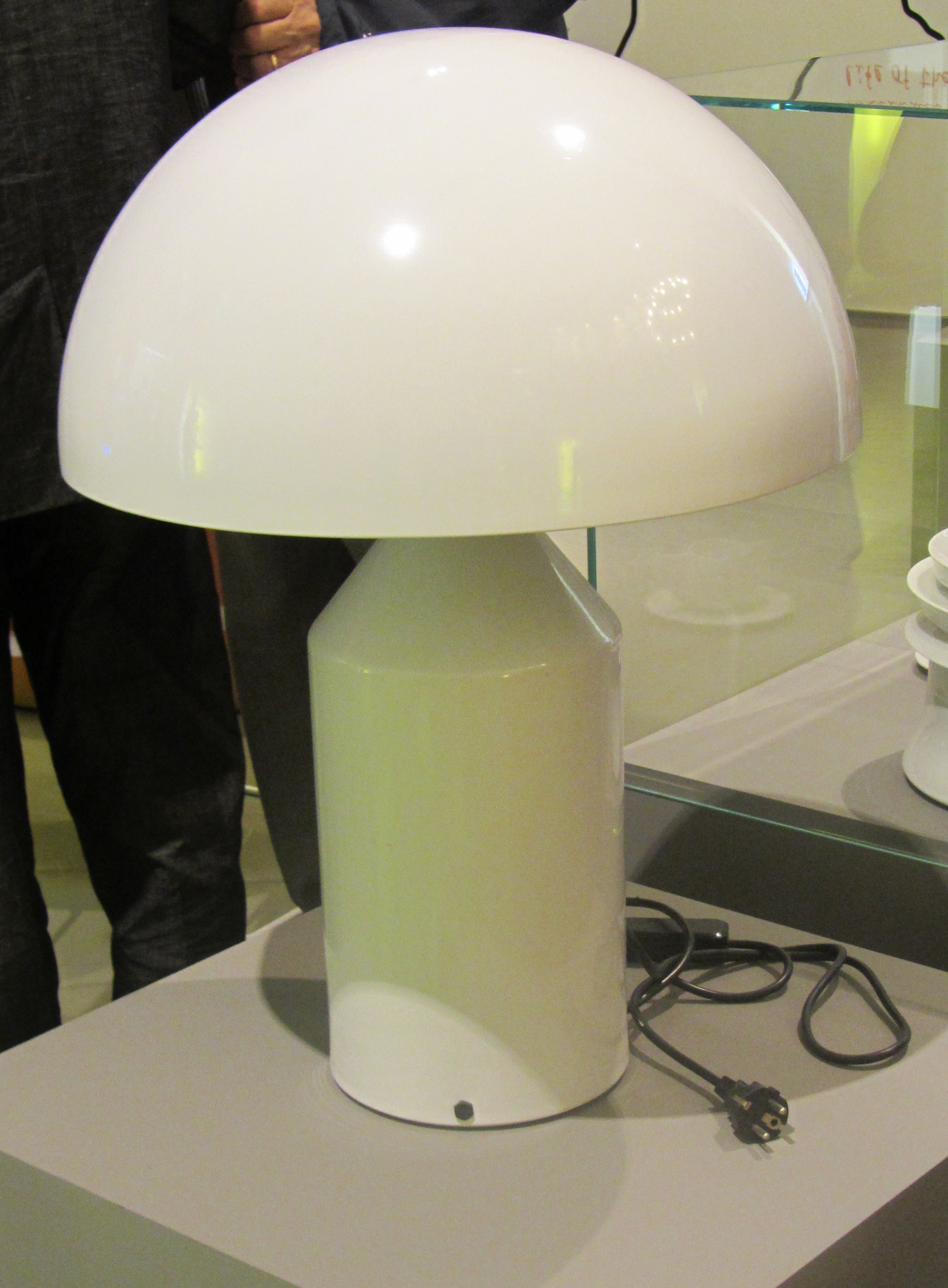
candeeiro Oluce 1977
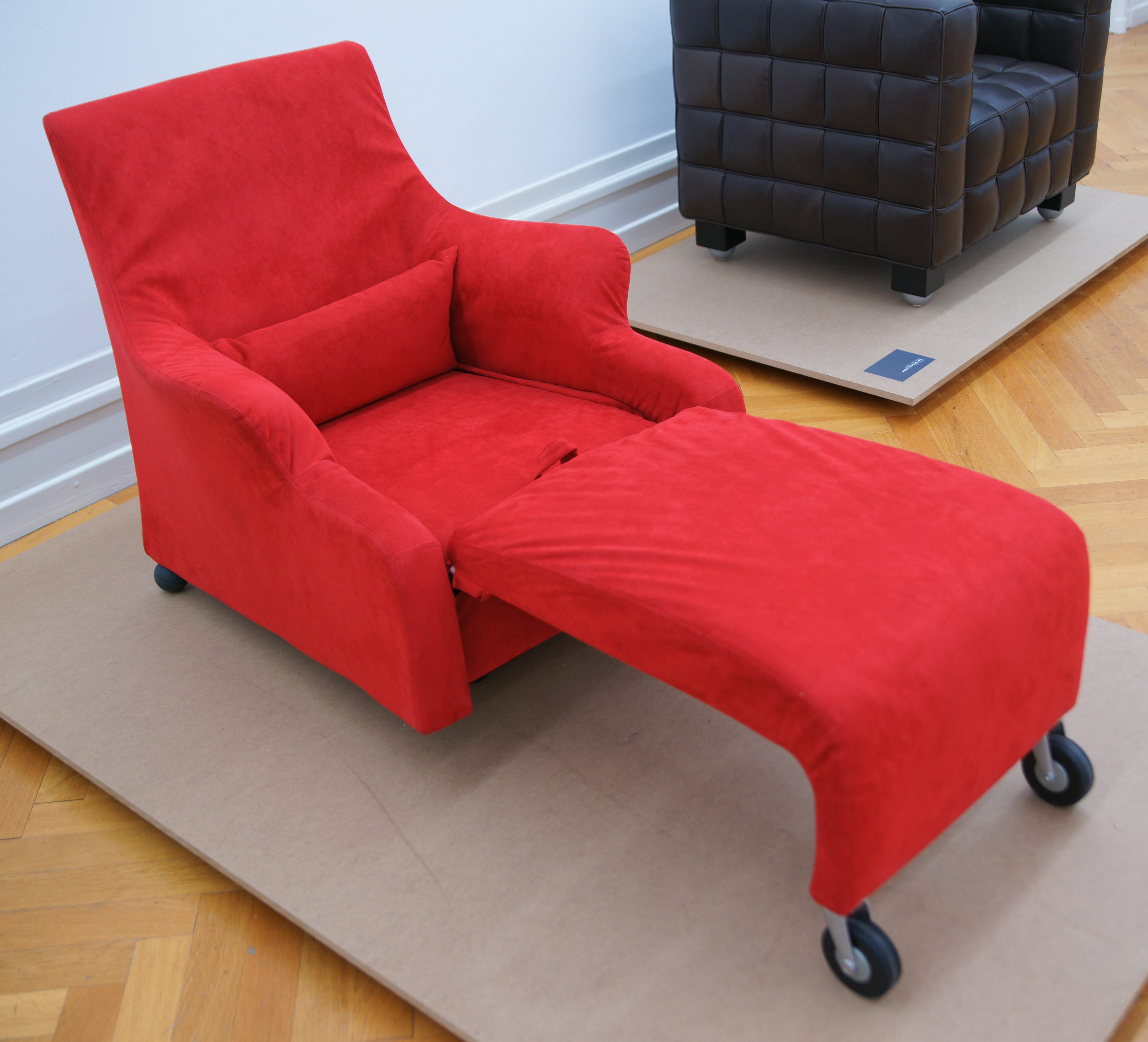
Chaise Longue 1996